# Chlorophanes spiza
Dácnis-meleiro-verde ou saí-verde (Chlorophanes spiza), conhecido popularmente por saí-tucano ou tem-tem, é uma ave passeriforme da família Thraupidae.

## Caracterização
O saí-verde mede aproximadamente 14 cm de comprimento e pesa, em média, 17 gramas. Apresenta um bico relativamente largo, com mandíbula amarelo-clara. Possui acentuado dimorfismo sexual: os machos são azuis-esverdeados, com uma notável máscara negra; as fêmeas são verdes, com uma coloração mais pálida nas partes inferiores.[carece de fontes?]
Vive na mata, em copas, pomares e árvores floridas. É menos dependente de néctar que outras espécies de saís, sendo que 60% de sua alimentação é composta de frutos, 20% de néctar e 15% de insetos.[carece de fontes?]
Ocorre do México e da América Central ao norte da América do Sul (Amazônia), para o sul até a Bolívia e, no Brasil oriental, até Santa Catarina.